# 요고정
요고정(일본어: 余呉町)은 시가현 최북단에 위치한 이카군에 있던 정이다. 면적은 167.62km2이고 인구는 2009년 11월 1일 기준으로 3,615명이다.
2010년 1월 1일에 나가하마시로 편입되었다.

## 지리
남부에는 요고호가 놓여있고 비와호와의 사이에는 시즈가산이 있어 남쪽으로 기노모토정과의 경계를 이루고 있다. 호수로부터 후쿠이현 경계까지의 북측은 대부분 산림이 차지하고 있고 남북으로 지나는 요고강과 국도(홋코쿠 가도) 주변도 산이 깊다. 겨울에 적설이 많아 1981년에 최북부의 나카카와치 지구에서 적설량 6m 55cm를 기록한 적이 있다.

## 역사
- 1889년 4월 1일 - 정촌제 시행에 의해 요고촌, 뉴촌, 가타오카촌이 탄생하였다.
- 1954년 12월 15일 - 요고촌, 뉴촌, 가타오카촌이 합병해 요고촌이 성립하였다.
- 1971년 4월 1일 - 정으로 승격해 요고정이 되었다.

## 교통

### 철도
- 서일본 여객철도 호쿠리쿠 본선

### 도로
- 호쿠리쿠 자동차도
- 국도 365호선(국도 8호선)